# 琴の浦熊治郎
琴の浦 熊治郎（ことのうら くまじろう、1863年7月6日（文久3年5月21日） - 1923年（大正12年）2月24日）は、摂津国川辺郡尼崎（現・兵庫県尼崎市中在家町）出身の大相撲力士。本名は伊東 熊治郎。大阪相撲で活躍し最高位は大関。

## 略歴
8代猪名川に入門し、1884年（明治17年）9月熊ヶ嶽 熊治郎と名乗り四段目に着いたのが初見。1885年（明治18年）11月熊川 熊吉、1886年（明治19年）11月琴ヶ嶽 熊吉と改めたが初日から琴の浦と改名。のちに下の名を熊治郎とした。
1893年（明治26年）11月入幕。182cm135kgで当時としては大柄で中腰仕切りから組み止めて左上手を引けば吊り上げる豪快な取り口を見せた。1898年（明治31年）4月小結、1899年（明治32年）6月8勝1休の優勝相当成績を挙げ1900年（明治33年）6月36歳で大関となった。若島権四郎と対抗して7年11場所大関を務め1906年（明治39年）5月限り42歳で引退。
しばらく角界から離れていたが1909年（明治42年）5月師匠の跡目を継承し頭取10代猪名川を襲名。弟子養成、勝負検査役を務めた。1923年（大正12年）2月24日61歳で死去。猪名川の名跡は琴の浦の後継承する者がなく東西合併の際に廃家となったが1943年（昭和18年）に安治川と改称した上で復活した。

## 参考文献

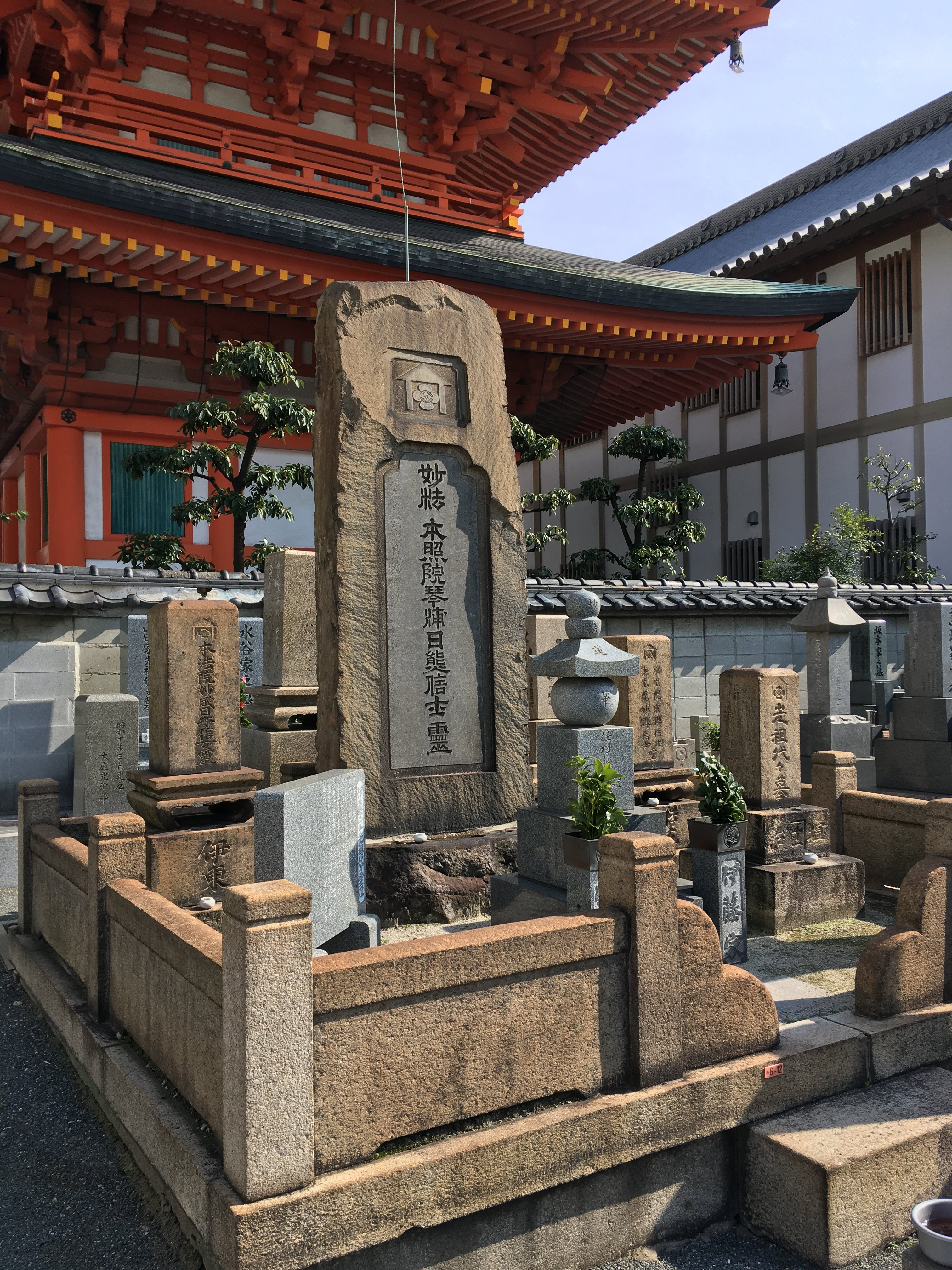
琴の浦 墓碑

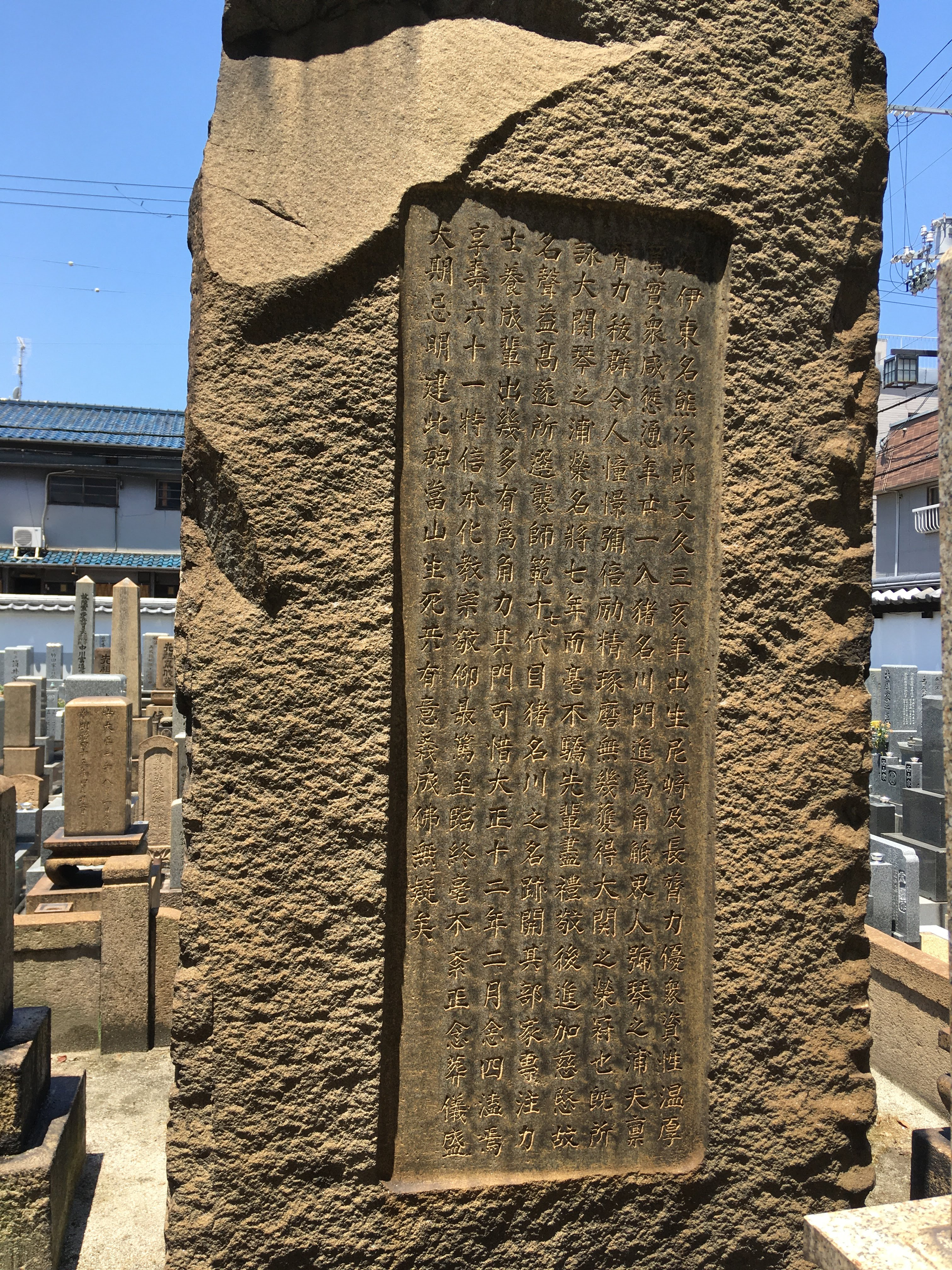
琴の浦 墓碑